# دانشگاه ملی فیجی
دانشگاه ملی فیجی یک دانشگاه دولتی در فیجی است که به‌طور رسمی در ۱۵ فوریه ۲۰۱۰ توسط قانون دانشگاه ملی فیجی در سال ۲۰۰۹ تأسیس شد. تا سال ۲۰۱۹، تعداد دانشجویان در دانشگاه به تقریباً ۲۷۰۰۰ افزایش یافت.